# جوجوک
جوجوک (به لاتین: Cücük) یک منطقه مسکونی در جمهوری آذربایجان است که در شهرستان آق‌داش واقع شده‌است. جوجوک ۵۰۳ نفر جمعیت دارد.